# 防爆裝束
防爆裝束（日语：ブラストワンピース），是日本純種競賽馬匹。生涯活躍於中長途賽事，曾於2018年勝出有馬紀念並奪得最佳3歲雄馬頭銜。

## 出賽前
2015年4月2日出生於北海道安平町北部牧場，成長途中於一口馬主俱樂部Silk Racing Co. Ltd.進行馬主募集。
其後交由美浦訓練中心練馬師大竹正博訓練。

## 競賽生涯

### 2歲
2017年11月19日出戰東京競馬場2歲新馬戰，由於當日京都競馬場同時舉辦一哩冠軍賽，因而許多騎師紛紛處於當地導致鞍上人的選擇變得困難，但陣營討論後決定以當日位於東京的池添謙一執繮繩。比賽開始後，其保持於先頭位置，進入直路後面對一瞬間的空隙其迅速做出反應加速，最終成功轟出全場最快末腳下成功取得首勝。
賽後因背部及腰部出現疲勞而進入休養，所有計劃待來年再安排。

### 3歲
2018年首戰爲條件戰百合海鷗賞，比賽初段選擇於中團靠後的位置逐步推進，進入直路後即使面對黏地仍然可以順利加速，最終一舉衝出之下超越前方所有對手，拉開後方4馬位取得大捷。
其後出戰每日盃，本次比賽迅速出閘下跟隨Water Parfait進行推進，並於比賽途中一直維持於較快的節奏。進入直路後，雖然其和其他馬匹有所接觸，但調整過後繼續進行下，最終成功抵擋後方天鐵的追擊以2馬位優勢取得首個分級賽冠軍。
贏得每日盃後陣營決定避戰皋月賞並直走東京優駿（日本打吡），賽前僅落後於同樣無敗的野田優驥取得第二人氣。比賽開始後，其因爲慢閘以處於較後位置，於比賽途中逐步發力成功融入大部隊之中。然而通過第四彎道時，其被華格納稍爲阻塞位置而需要抽出外檔，最終浪費腳程之下未能最大程度衝出，敗於華格納、金紀元、星間力量及振奮士氣以第五吞下生涯首敗。
放草過後於9月出戰新潟紀念，爲其首次和年長馬匹決戰。比賽開始後，其於後方位置等待時機，進入直路後順勢抽出大外檔並瞬間加速，最終輕鬆衝出之下以1 3/4馬位優勢完成。
其後出戰經典三冠尾關菊花賞，比賽途中保持緩慢的節奏於中團靠後位置推進，比賽途中一直緊盯爲處其前方的振奮士氣。通過最後彎道時，其上次於外檔位置進行加速，但受到慢步速影響反應平平之下未能完全加速，最終未能追上氣自豪、振奮士氣及笑一笑之下以第四落敗。
12月出戰有馬紀念，賽前落後金之霸及神業取得第三人氣。比賽開始後，前方由神業迅速帶出，防爆裝束保持穩定節奏於先頭第六的位置推進，以金之霸則選擇處於中團約莫第九。通過第四彎道時候，騎師池添指揮其開始加速，於直路奮力衝刺下於最後100米超越領先的神業，其後亦成功放置外檔金之霸的追擊，最終以頸位優勢壓贏對手下取得首個一級賽冠軍，爲練馬師大竹正博帶來開倉10年來首個一級賽優勝之餘，亦令騎師池添繼2009年夢之旅、2011和2013年黃金巨匠後第四度制霸有馬紀念並打破最多獲勝紀錄。

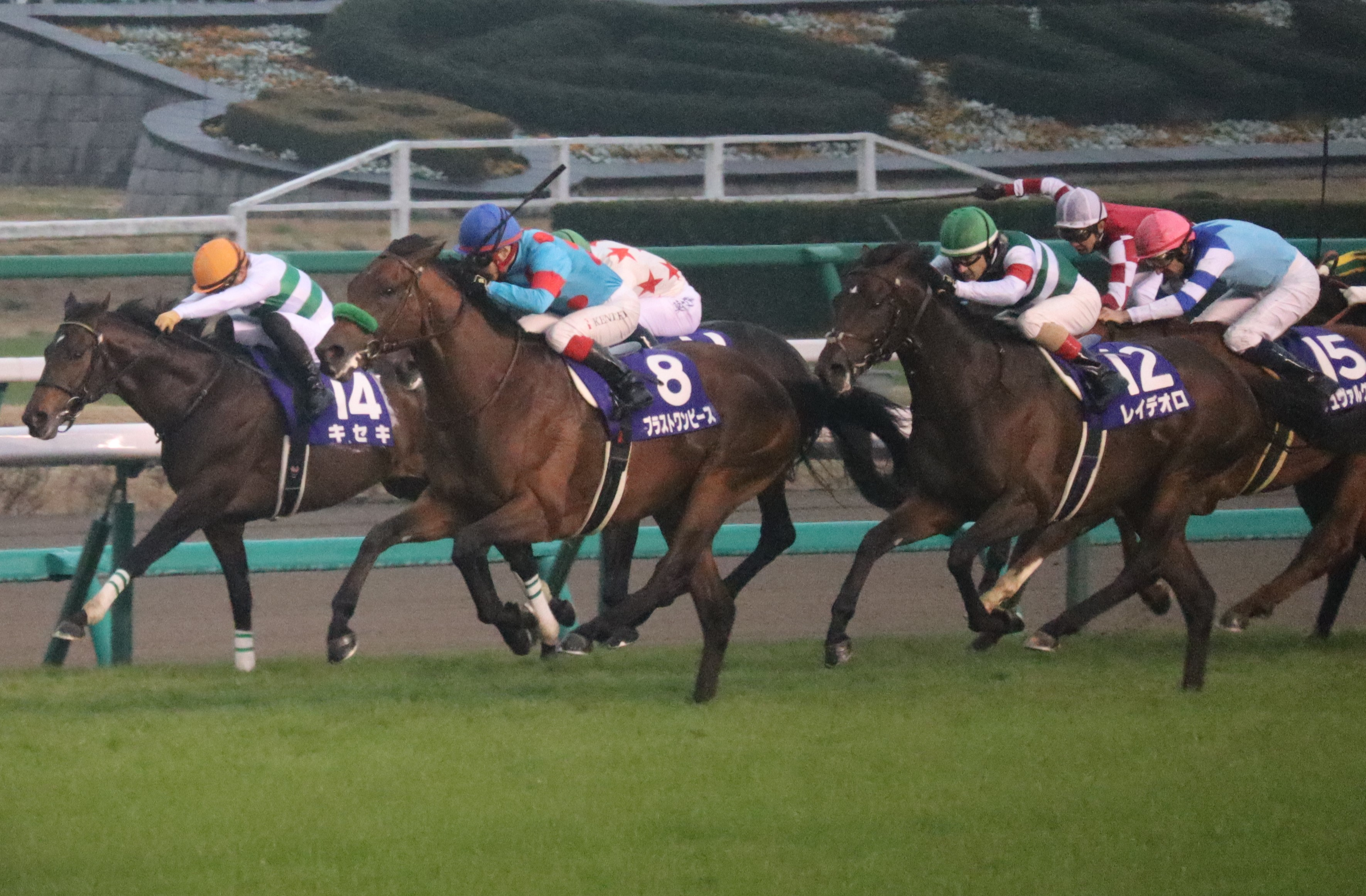
出戰有馬紀念的防爆裝束（左二）

年末，由於其在皋月賞和東京優駿時候的穩定表現，以及成功以3歲馬身份奪得有馬紀念冠軍，因而於評選中以144票當選最佳3歲雄馬。

### 4歲
2019年3月31日出戰大阪盃，雖然比賽途中選擇留後保留體力並於第三、四彎道之間逐步加速，但最終仍然被其他對手壓制以第六落敗。
5月26日以目黑紀念作爲目標，然而受到高步速影響下其於比賽初段經已浪費過多體力，最終於直路上失速並以第八落敗。
其後陣營確認秋季的主要目標爲遠征法國出戰凱旋門大賽，因而安排其以札幌紀念作爲熱身。比賽開始後，其未主動搶佔位置下保持於第九的後方位置追走，並於通過第三彎道後稍微發力前移。進入直路後，其瞬間進入狀態加速，於直路中段追上前方華格納等對手後繼續保持衝刺狀態，最終以頸位壓贏白日彗星取得冠軍。
10月6日按照計劃出戰凱旋門大賽，然而受到天雨影響下需要於被稱爲「隆尚游泳池」的賽道中比賽，最終無法適應當地的大爛地下以尾二第十一大敗。
回國後考慮其狀態後決定進入休養，並確認來年首戰將爲美國賽馬會盃。

### 5歲
2020年年初按照計劃出戰美國賽馬會盃，面對於中山競馬場2200米賽事跑獲全頭二戰績的覓奇燕子及上年度產經賞冠軍三幕劇等強敵下，其仍然可以採用居中戰術並於直路輕鬆閃入內欄加速，最終於終點線前超越愚者眼界下取得第五個分級賽冠軍。
然而其後無法保持優秀的戰績，先於大阪盃及寶塚紀念分別以第七及第十六落敗，入秋後出戰秋季天皇賞亦僅跑獲第十一。
12月27日出戰有馬紀念，於比賽途中採取積極的先行戰術於前方推進，然而通過第三彎道時其逐步失速後退，騎師橫山武史於直路拉停防爆裝束並下馬，因而其被判處比賽中止。
而經過賽後的檢查，醫療團隊確認其爲於比賽途中發生心房顫動，因而安排其進入休養。

### 6歲
2021年6月5日在鳴尾紀念復出，比賽途中選擇居中戰術下於直路奮力衝出，最終僅敗於領放的皇室徽號及湘南山城取得季軍。
8月22日出戰札幌紀念，於比賽初段保持於第十一的位置下，突然於對面直路不斷加速爬升，通過第四彎道時經已進佔第二的位置。進入直路後，其嘗試保持速度以堅守位置，但最終被其他對手超越下以第五完賽。
賽後其右前腳球節出現疼痛跡象因而進入放草，但其後未有改善之下陣營最終決定安排其退役，並於2020年1月19日取消日本中央競馬會的賽駒註冊。

### 詳細賽績
| 日期       | 舉辦國家 | 馬場     | 距離   | 級別 | 賽事名稱     | 負重 | 騎師     | 馬號 | 出馬 | 名次     | 時間     | 頭馬（二馬）      |
| ---------- | -------- | -------- | ------ | ---- | ------------ | ---- | -------- | ---- | ---- | -------- | -------- | ----------------- |
| 19/11/2017 | 日本     | 東京     | 草1800 |      | 2歲新馬      | 55   | 池添謙一 | 7    | 14   | 1        | 1:51.4   | （Lord da Vinci） |
| 4/2/2018   | 日本     | 東京     | 草2400 |      | 百合海鷗賞   | 56   | 池添謙一 | 12   | 14   | 1        | 2:27.6   | （Drake）         |
| 24/3/2018  | 日本     | 阪神     | 草1800 | GIII | 每日盃       | 56   | 池添謙一 | 1    | 10   | 1        | 1:46.5   | （天鐵）          |
| 27/5/2018  | 日本     | 東京     | 草2400 | GI   | 東京優駿     | 57   | 池添謙一 | 8    | 18   | 5        | 2:23.8   | 華格納            |
| 2/9/2018   | 日本     | 新潟     | 草2000 | GIII | 新潟紀念     | 54   | 池添謙一 | 1    | 13   | 1        | 1:57.5   | （人間國寶）      |
| 21/10/2018 | 日本     | 京都     | 草3000 | GI   | 菊花賞       | 57   | 池添謙一 | 3    | 18   | 4        | 3:06.5   | 氣自豪            |
| 23/12/2018 | 日本     | 中山     | 草2500 | GI   | 有馬紀念     | 55   | 池添謙一 | 8    | 16   | 1        | 2:32.2   | （金之霸）        |
| 31/3/2019  | 日本     | 阪神     | 草2000 | GI   | 大阪盃       | 57   | 池添謙一 | 7    | 14   | 6        | 2:01.3   | 艾恩遺跡          |
| 26/5/2019  | 日本     | 東京     | 草2500 | GII  | 目黑紀念     | 59   | 池添謙一 | 6    | 13   | 8        | 2:29.1   | 再望山河          |
| 18/8/2019  | 日本     | 札幌     | 草2000 | GII  | 札幌紀念     | 57   | 川田將雅 | 1    | 14   | 1        | 2:00.1   | （白日彗星）      |
| 6/10/2019  | 法國     | 巴黎隆尚 | 草2400 | GI   | 凱旋門大賽   | 59.5 | 川田將雅 | 5    | 12   | 11       | 2:38.06  | 樹林之靈          |
| 26/1/2019  | 日本     | 中山     | 草2200 | GII  | 美國賽馬會盃 | 57   | 川田將雅 | 11   | 12   | 1        | 2:15.0   | （愚者眼界）      |
| 5/4/2020   | 日本     | 阪神     | 草2000 | GI   | 大阪盃       | 57   | 川田將雅 | 3    | 12   | 7        | 1:59.0   | 旺紫町            |
| 28/6/2020  | 日本     | 阪神     | 草2200 | GI   | 寶塚紀念     | 58   | 川田將雅 | 18   | 18   | 16       | 2:18.0   | 創世駒            |
| 1/11/2020  | 日本     | 東京     | 草2000 | GI   | 秋季天皇賞   | 58   | 池添謙一 | 1    | 12   | 11       | 1:59.5   | 杏目              |
| 27/12/2020 | 日本     | 中山     | 草2500 | GI   | 有馬紀念     | 57   | 横山武史 | 2    | 16   | 比賽中止 | 比賽中止 | 創世駒            |
| 5/6/2021   | 日本     | 中京     | 草2000 | GIII | 鳴尾紀念     | 57   | 岩田康誠 | 1    | 13   | 3        | 2:01.4   | 皇室徽號          |
| 22/8/2021  | 日本     | 札幌     | 草2000 | GII  | 札幌紀念     | 57   | 岩田康誠 | 12   | 13   | 5        | 2:00.0   | 純淨之輝          |

## 退役後
退役後，防爆裝束並未入種，而是接受閹割後前往北海道苫小牧市北方馬匹公園休養，在2022年開始作為乘騎馬使用。
2023年，其於經過訓練後，開始參與盛裝舞步賽事，並與6月18日地區北海道春季馬術大會中首次出賽，最終取得第六。
其後繼續於各項盛裝舞步賽事中出戰，並在北海道馬術大會及北海道秋季馬術大會中的三個項目取得勝利。

### 馬術詳細賽績
| 日期       | 舉辦國家 | 場地 | 大會名稱             | 賽事名稱                 | 項目名稱                                 | 策騎人 | 所屬隊伍     | 次序 | 出馬 | 名次 | 分數     |
| ---------- | -------- | ---- | -------------------- | ------------------------ | ---------------------------------------- | ------ | ------------ | ---- | ---- | ---- | -------- |
| 18/6/2023  | 日本     | 北方 | 北海道春季馬術大會   | 第二項目B第二部分        | 日本馬術總會馬場盛裝舞步第二項目B        | 加藤諒 | 北方馬匹公園 | 3    | 6    | 3    | 56.154％ |
| 19/8/2023  | 日本     | 北方 | 北海道馬術大會       | 第二項目B第一部分        | 日本馬術總會馬場盛裝舞步第二項目B        | 加藤諒 | 北方馬匹公園 | 1    | 7    | 1    | 67.051％ |
| 20/8/2023  | 日本     | 北方 | 北海道馬術大會       | 第二項目B第二部分        | 日本馬術總會馬場盛裝舞步第二項目B        | 加藤諒 | 北方馬匹公園 | 1    | 8    | 1    | 67.308％ |
| 3/9/2023   | 日本     | 北方 | 北海道秋季馬術大會   | One Star項目             | 國際馬術總會One Star盛裝舞步項目         | 加藤諒 | 北方馬匹公園 | 6    | 6    | 1    | 66.305％ |
| 1/10/2023  | 日本     | 北方 | 北海道地區乘騎馬大會 | 退役馬競走盃北海道大賽   | 全國乘騎馬俱樂部振興協會原創盛裝舞步     | 加藤諒 | 北方馬匹公園 | 1    | 12   | 2    | 63.485％ |
| 17/12/2023 | 日本     | 馬事 | 退役馬競走盃決賽2023 | 退役馬競走盃盛裝舞步決賽 | 全國乘騎馬俱樂部振興協會原創盛裝舞步項目 | 加藤諒 | 北方馬匹公園 | 8    | 15   | 11   | 64.167％ |

## 血統簡介
父系無敵先鋒爲英國賽駒，生涯戰績優秀，曾勝出一級賽英皇佐治六世及皇后伊利沙伯錦標，退役後被社台集團引入至日本作配種馬之用。祖父單色里爲英國生產的法國賽駒，生涯戰績不俗，曾勝出二級賽山谷百合錦標，亦於一級賽法國二千堅尼、森林大賽及薩塞克斯錦標跑獲亞軍。
母系Tsurumaru Onepiece爲日本賽駒，生涯戰績不佳僅勝出條件戰級別的賽事。外祖父夏威夷王爲日本賽駒，生涯戰績極爲優秀，僅得一戰未能獲勝，曾勝出一級賽NHK一哩賽及東京優駿，爲日本史上首匹贏得變則二冠的賽駒。

### 血統表
| 父線：單色系（北地舞人系）                                                                  |                                 |          |                |
| 種馬 無敵先鋒 2006年（棗色）                                                                | 單色里 1996年（深棗色）         | 丹山     | 單色           |
| 種馬 無敵先鋒 2006年（棗色）                                                                | 單色里 1996年（深棗色）         | 丹山     | Razyana        |
| 種馬 無敵先鋒 2006年（棗色）                                                                | 單色里 1996年（深棗色）         | Hasili   | Kahyasi        |
| 種馬 無敵先鋒 2006年（棗色）                                                                | 單色里 1996年（深棗色）         | Hasili   | Kerali         |
| 種馬 無敵先鋒 2006年（棗色）                                                                | Penang Pear 1996年（棗色）      | Bering   | Arctic Tern    |
| 種馬 無敵先鋒 2006年（棗色）                                                                | Penang Pear 1996年（棗色）      | Bering   | Beaune         |
| 種馬 無敵先鋒 2006年（棗色）                                                                | Penang Pear 1996年（棗色）      | Guapa    | Shareef Dancer |
| 種馬 無敵先鋒 2006年（棗色）                                                                | Penang Pear 1996年（棗色）      | Guapa    | Sauceboat      |
| 繁殖雌馬 Tsurumaru Onepiece 2008年（棗色）                                                  | 夏威夷王 2001年（棗色）         | 金滿寶   | 淘金者         |
| 繁殖雌馬 Tsurumaru Onepiece 2008年（棗色）                                                  | 夏威夷王 2001年（棗色）         | 金滿寶   | Miesque        |
| 繁殖雌馬 Tsurumaru Onepiece 2008年（棗色）                                                  | 夏威夷王 2001年（棗色）         | Manfath  | 最後大官       |
| 繁殖雌馬 Tsurumaru Onepiece 2008年（棗色）                                                  | 夏威夷王 2001年（棗色）         | Manfath  | Pilot Bird     |
| 繁殖雌馬 Tsurumaru Onepiece 2008年（棗色）                                                  | Tsurumaru Glamor 1999年（棗色） | 富士奇蹟 | 週日寧靜       |
| 繁殖雌馬 Tsurumaru Onepiece 2008年（棗色）                                                  | Tsurumaru Glamor 1999年（棗色） | 富士奇蹟 | Millracer      |
| 繁殖雌馬 Tsurumaru Onepiece 2008年（棗色）                                                  | Tsurumaru Glamor 1999年（棗色） | Elatis   | El Gran Senor  |
| 繁殖雌馬 Tsurumaru Onepiece 2008年（棗色）                                                  | Tsurumaru Glamor 1999年（棗色） | Elatis   | Summer Review  |
| 雌系：號族：9-c                                                                             |                                 |          |                |
| 五代內近親交配：Try My Best + El Gran Senor 5×4、北地舞人 5×5×5、His Majesty + Grastark 5×5 |                                 |          |                |

## 命名由來
名字中，Blast（ブラスト）意思是爆破，Onepiece（ワンピース）意思是一件式的服裝，繼承自母系Tsurumaru Onepiece的名字，香港則結合兩部分的意思，翻譯為「防爆裝束」。

## 外部連結
- 防爆裝束 netkeiba.com （页面存档备份，存于）
- 血統表 （页面存档备份，存于）